# Словенски диалекти
Словенските диалекти (на словенски: slovenska narečja) са регионалните рановидности на словенския език, част от групата на южнославянските езици. Смята се че словенският има поне 48 диалекта (narečja, наречия) и поддиалекти (govori, говори). Точният брой диалекти е спорен, като той варира от 50 до едва 7. Различните диалекти се различават до такава степен, че носителите им могат да имат трудности при взаимното рабиране, особено, ако принадлежат на ралични регионални групи. При подобна комуникация се използва книжовен словенски. Словенските диалекти са част от южнославянския диалектен континуум, като на юг са свързани с хърватските диалекти и граничат с фриулския и италианския език на запад, с немския на север и с унгарския на изток.

## История на класификацията
Първите опити да се класифицират словенските диалекти са дело на руския славист Измаил Срезневски в началото на XIX век, последван от поляка Ян Бодуен дьо Куртене (фокусирал се върху Резия, Венетска Словения, Церкно, и Блед), Карел Щеркел (фокусирал се върху Карст), and Иван Шайниг (фокусирал се върху Каринтия). Следват трудовете на Иван Графенауер (долината на Гайл), Йосип Томиншек (долината на Савиня) и други. В междувоенния период със словенските диалекти се занимават Лусиен Тесниер, Фран Рамовш и Александър Исаченко, а след Втората световна война Тине Логар и Якоб Риглер. Приета е класификацията, предложена от Рамовш с поправки и добавки от Логар и Риглер, публикувана в 1983 година като Karta slovenskih narečij (Карта на словенските наречия).

## Критерии за класификацията
Подялбата на словенския на диалекти е основана на ралични езикови и неезикови фактори. Неезиковите са видове селища и географски характеристики – реки, планини, които помагат да се оформят различните изоглоси. Езиковите фактори включват отчасти езиковия контакт с неславянски езици, особено фонологичните и просодични елементи, и в по-малка степен елементи от формирането на думите, лексиката и ударението. В частност основни отличителни лингвистични черти са запазването или загубването на музикалното ударение, рефлексите на носовото *ę, носовото *ǫ, ят (ě) и еровете (ъ, ь) и (в по-малка степен) броят на гласните, дифтонгизацията и степента и вида на редукция на гласните.

## Регионални групи
Основните регионални групи са:
1. Горенска диалектна група (gorenjska narečna skupina), в по-голямата част от Горна Крайна (Горенска) и в Любляна. Групата се отличава с монофтонгични ударени гласни, остра полугласна, музикално ударение, стандартна циркумфлексна промяна и две акцентни ретракции с някои изключения. Наблюдава се стесняване на o и e в предударна позиция, акане (редукция на o в a) в задударна позиция и силна синкопа. Има частично развитие на g в ɣ, запазване на билабиално w и генерално втвърдяване на меките l and n.[9]
2. Доленска диалектна група (dolenjska narečna skupina), в по-голямата част от Долна Крайна (Доленска) и в източната половина на Вътрешна Крайна (Нотренска). Отличава се с музикално ударение, широка дифтонгизация (ei, ie, uo), a-образна полугласна, промяна на o > u и частично акане.[10]
3. Щаерска диалектна група (štajerska narečna skupina), в централна и източна словенска Щирия (Щаерска) и в Посавието и Засавието. Групата се отличава със загуба на музикалното ударение, тонично високи и дълги ударени гласни, удължаване на ударените кратки глани и често развитие на a > ɔ и u > ü в източната част на територията.[11]
4. Панонска диалектна група (panonska narečna skupina) или Североизточна диалектна група, в Североизточна Словения (Прекомурието, източните части на Словенска Щирия) и сред унгарските словенци. Групата се отличава със загуба на музикалното ударение, неудължени кратки срички и ново остър акут на кратките гласни.[12]
5. Корошка диалектна група (koroška narečna skupina), в Австрийска Каринтия (каринтски словенци) в Австрия, в Словенска Каринтия (Корошка) и в северозападните части на Словенска Щирия по Горна Драва и в най-западните части на Горна Крайна на границата с Италия. Групата се отличава с късна деназализация на *ę и *ǫ, затворен рефлекс на дългия ят и отворен рефлекс на краткия ят, удължаване на старите акутни срички и къси новоакутни срички, e-образен рефлекс на дългата полугласна и ə-образен рефлекс на кратката полугласна.[13]
6. Приморска диалектна група (primorska narečna skupina), в Словенското Приморие (с изключение на района около Толмин и Церкно, където се говорят ровтарски диалекти) и в западната част на Вътрешна Крайна; говори се и от словенците в италианските провинции Триест и Гориция и в планинския район на Източна Фриули (Венетска Словения и долината Резия). Тази група включва много хетерогенни диалекти. Отличават се с дифтонгиация на ят > ie и o > uo, и късна деназализация на *ę и *ǫ. Западните диалекти на тази група са запазили музикалното ударение, докато другите имат нетонално ударение.
7. Ровтарска диалектна група (rovtarska narečna skupina), в планинските райони на Западно-централна Словения, на границата между Словенското Приморие, Горна Крайна и Вътрешна Крайна, в триъгълника между градовете Толмин, Шкофя Лока и Върхника. Отличава се със скъсяване на дългите дифтонгални ie и uo, акане, и общо развитие на g в ɣ.[14]
8. Кочевски говори (mešani kočevski govori), смесените словенски диалекти от раличен произход, говорени днес в Кочевско.

## Списък на диалектите
Следният списък на словенските диалекти е основан на картата от 1983 година на Рамовш, Логар и Риглер, от която са словенските термини в скоби, и на други източници.
- Горенска диалектна група (gorenjska narečna skupina):
  - Горенско наречие (gorenjsko narečje, gorenjščina[16])
    - Източногоренски говор (vzhodnogorenjski govor, vzhodna gorenjščina[17])

  - Селшко наречие (selško narečje, selščina[18])
- Доленска диалектна група (dolenjska narečna skupina):
  - Доленско наречие (dolenjsko narečje, dolenjščina[19])
    - Източнодоленски говор (vzhodnodolenjski govor, vzhodna dolenjščina[19])

  - Севернобелокрайненско наречие (severnobelokranjsko narečje)
  - Южнобелокрайненско наречие (južnobelokranjsko narečje, južna belokranjščina[20])
  - Костелско наречие (kostelsko narečje, kostelska belokranjščina,[20] kostelščina[21])
- Щаерска диалектна група (štajerska narečna skupina, štajerščina[22]):
  - Средносавинско наречие (srednjesavinjsko narečje, srednja savinjščina[23])
  - Горносавинско наречие (zgornjesavinjsko narečje, zgornja savinjščina[22])
    - Солчавски говор (solčavski govor)

  - Среднощаерско наречие (srednještajersko narečje, osrednja štajerščina[22])
  - Южнопохорско наречие (južnopohorsko narečje, štajerska pohorščina[24])
    - Козяшки говор (kozjaški govor)

  - Козянско-бизелско наречие (kozjansko-bizeljsko narečje)
  - Посавско наречие (posavsko narečje, posavščina[25])
    - Загорско-търбовелски говор (zagorsko-trboveljski govor)
    - Лашки говор (laški govor)
    - Севнишко-кръшки говор (sevniško-krški govor)
- Панонска диалектна група (panonska narečna skupina):
  - Прекмурско наречие (prekmursko narečje, prekmurščina[26])
  - Горичанско наречие (goričansko narečje, goričanščina[27])
  - Пърлешко наречие (prleško narečje, prleščina[28])
  - Халошко наречие (haloško narečje, haloščina[29])
- Корошка диалектна група (koroška narečna skupina, koroščina[30]):
  - Севернопохорско-ремшнишко наречие (severnopohorsko-remšniško narečje)
  - Межичко наречие (mežiško narečje, mežiščina[31])
  - Подюнско наречие (podjunsko narečje, podjunščina[32]) (Австрия)
  - Обирско наречие (obirsko narečje, obirščina[33]) (Австрия)
  - Рожанско наречие (rožansko narečje, rožanščina[34]) (Австрия)
  - Зилско наречие (ziljsko narečje, ziljščina[34]) (Австрия, Италия)
    - Крайнскогорски говор (kranjskogorski govor)
- Приморска диалектна група (primorska narečna skupina):
  - Разиянско наречие (rezijansko narečje, rezijanščina[35]) (Италия)
  - Обсошко наречие (obsoško narečje)
  - Терско наречие (tersko narečje, terščina[36]) (Италия)
  - Надишко наречие (nadiško narečje, nadiščina[37]) (Италия)
  - Бришко наречие (briško narečje, briščina[38])
  - Крашко наречие (kraško narečje, kraščina[39])
    - Бански говор (banjški govor, banjiški govor[40])

  - Истрийско наречие (istrsko narečje, istrščina[41])
    - Рижански говор (rižanski govor)
    - Шаврински говор (šavrinski govor, šavrinščina[42])

  - Нотранско наречие (notranjsko narečje, notranjščina[43])
  - Чичко наречие (čiško narečje, čički dialekt[44])
- Ровтарска диалектна група (rovtarska narečna skupina, rovtarščina[45]):
  - Толминско наречие (tolminsko narečje, tolminščina[46])
    - Башки говор (baški govor)

  - Церклянско наречие (cerkljansko narečje, cerkljanščina[35])
  - Полянско наречие (poljansko narečje, poljanščina[47])
  - Шкофялошко наречие (škofjeloško narečje, škofjeloščina[48])
  - Църновръшко наречие (črnovrško narečje, črnovrščina[49])
  - Хорюлско наречие (horjulsko narečje, horjulščina[50])
- Кочевски говори (mešani kočevski govori)